# Elma González
Elma L. González (nacida el 6 de junio de 1942) es una biólogo estadounidense de células vegetales nacida en México. Es profesora emérita de Ecología y Biología Evolutiva en la Universidad de California, Los Ángeles. En 1974, fue nombrada profesora de biología celular y molecular en la Universidad de California, Los Ángeles. En ese momento, era la única científica mexicoamericana en la facultad del sistema de la Universidad de California. La profesora Martha Zúñiga de la Universidad de California, Santa Cruz, nombrada en 1990, fue la segunda. En 2004, la Sociedad para el Avance de los Chicanos/Hispanos y Nativos Americanos en la Ciencia reconoció a González con un Premio Científico Distinguido.

## Biografía
González nació en la Ciudad Guerrero, en Tamaulipas, México. Es hija de Efigenia y Néstor González, ambos trabajadores agrícolas migrantes. A la edad de seis años, sus padres la trajeron a los Estados Unidos. No comenzó la escuela hasta la edad de nueve años. Cuando era adolescente que crecía en el sur de Texas, y durante la universidad, González trabajó como trabajadora agrícola migrante con su familia recogiendo pepinos, algodón y remolacha azucarera. Viajar con su familia para recoger cosechas significaba que González y sus hermanos comenzaban la escuela a finales de cada año. González fue a la Universidad de Mujeres de Texas (TWU) de mujeres en Denton, Texas, donde estudió biología y química y se graduó en 1965. Más tarde trabajó en un laboratorio en la Facultad de Medicina de Baylor en Houston, Texas, lo que la motivó a seguir una escuela de posgrado en biología. Recibió su doctorado en biología celular de la Universidad de Rutgers en 1972, para una tesis titulada "Peroxisomas y la Regulación de la Capacidad de Asimilación de Unidades de Dos Carbono en Saccharomyces cerevisiae". Hizo trabajo postdoctoral en el laboratorio del profesor Harry Beevers en UC Santa Cruz.

### Carrera
González es uno de los miembros fundadores de la Sociedad para el Avance de los Chicanos/Hispanos y los Nativos Americanos en la Ciencia, una organización que fue fundada en 1973. En 1977, como profesor asistente, González recibió una beca del Consejo Nacional Chicano sobre educación superior patrocinada por la Fundación Ford. La subvención fue diseñada para aumentar el número de profesores chicanos en la educación superior de los Estados Unidos. Fue ascendida a profesora asociada en la Universidad de California, Los Ángeles en 1981, y luego a profesora titular en 1993. En la UCLA, González fue el director del programa Minority Access to Research Careers (MARC) financiado por los Institutos Nacionales de Salud para apoyar a los estudiantes universitarios que completan sus proyectos de educación e investigación en ciencia. En 2005, recibió el primer Premio de Enseñanza Distinguida de la Universidad de California, Los Ángeles, por su "excelente tutoría" a estudiantes universitarios que participan en actividades académicas.

## Investigación
González es una bióloga especializada en células vegetales que estudió el proceso biológico de calcificación en un grupo de algas conocidas como cocolitofóridos. Ha escrito sobre la inusual capacidad de las vacuolas de cocolito para facilitar la calcificación, una parte significativa del ciclo global del carbono. Una ATPasa elimina protones a cambio de ATP de la vacuola, permitiendo la formación de dióxido de carbono, un mecanismo que une la fotosíntesis con la calcificación. Ella ha sugerido que un aumento en la acidificación de los océanos junto con el aumento de los nutrientes podría afectar negativamente el valor adaptativo de la calcificación.

## Vida personal
La historia de vida de González fue parte de una antología de autobiografías de chicanas en STEM, editada por Norma E. Cantú.

## Publicaciones seleccionadas
- Kwon, Duck-Kee; González, Elma L. 2004. Localización de la ATPasa estimulada por Ca2+ en el compartimento productor de cocolitos de las células de Pleurochrysis sp. (Prymnesiophyceae). Journal of Phycology 30(4):689 - 695. doi 10.1111/j.0022-3646.1994.00689.x
- Corstjens, Paul; González, Elma L. 2004. Efectos de la disponibilidad de nitrógeno y fósforo en la expresión de la V-ATPasa de la vesícula de cocolito (subunidad c) de Pleurocrisis (Haptophyta). Journal of Phycology 40(1):82-87. doi 10.1046/j.1529-8817.2004.02154.x
- Araki, Yoko; González Elma L. 2002. ATPasas estimuladas por Ca2+ de tipo V y P en una cepa calcificante de Pleurochrysis sp. (Haptophyceae). Journal of Phycology 34(1):79 - 88. doi 10.1046/j.1529-8817.1998.340079.x
- Israel, Álvaro A; González, Elma L. 1996. Fotosíntesis y utilización inorgánica del carbono en Pleurochrysis sp. (Haptophyta), un alga cocolitofórido. Serie de Progreso de Ecología Marina 137 (1-3). doi 10.3354/meps137243